# Монтеору (археологічна культура)
Монтеору культура — археологічна культура середини бронзової доби.
Датується 1700—1200 рр. до РХ. Була поширена в східній частині Румунії (Західна Молдова), і у західних районах Молдови.
Відкрита в 1917-18 рр. біля села Серата-Монтеору (Sarata-Monteoru, повіт Бузеу) у Румунії.
Представлена укріпленими й неукріпленими поселеннями й могильниками (поховання на боці в скорченому положенні).
- Населення жило патріархальними громадами, займалося землеробством і скотарством.
- Зброя й інші предмети виготовлялися із бронзи й каменю.
- Глиняний посуд із чорною лощеною поверхнею прикрашався рельєфним або шнуровим орнаментом, на пізньому етапі — горбками, пальметками або спіралями.